# Ludwig av Württemberg
Ludwig av Württemberg , (Louis av Württemberg), född 30 augusti 1756 i Treptow, död 20 september 1817 i Kirchheim unter Teck, var hertig av Württemberg, son till Fredrik II Eugen av Württemberg och Sofia Dorothea av Brandenburg-Schwedt.
Gift 1784 i Silec, Polen, med furstinnan Maria Anna Czartoryska (1768-1854), skild från henne 1793. Han gifte sig 2:a gången 1797 med Henriette av Nassau-Weilburg (1780-1857).

## Barn
- Adam Karl Wilhelm (1792-1847)
- Marie Dorothea Luise (1797-1855), gift med Josef Anton av Österrike (1776-1847)
- Amalia Therese (1799-1848), gift med Josef av Sachsen-Altenburg
- Pauline Therese av Württemberg (1800-1873), gift med Vilhelm I av Württemberg
- Elisabeth Alexandrine (1802-1864), gift med Wilhelm Ludwig av Baden
- Alexander, hertig av Württemberg (1804-1885), gift med Claudine Rhédey von Kis-Rhéde (1812-1841)